# Ral·li de Xile
El Ral·li de Xile és un ral·li del Campionat Mundial de Ral·lis que es celebra a Xile. La seva primera edició va ser l'any 2019, entorn de la ciutat de Concepción. Tot just és la tercera prova mundialística que es celebra a l'Amèrica del Sud, després del Ral·li de l'Argentina i el Ral·li del Brasil.
L'any 2020, malgrat a tornar a formar part del Mundial, el ral·li va ser suspès per la situació del país, situació que es tornaria a repetir al 2021. No seria fins al 2023 que el ral·li tornaria a disputar-se, de nou dins del Campionat Mundial.
El ral·li sud-americà es realitza sobre terra, per pistes forestals molt tècniques, sinuoses i pedaltades.
L'únic vencedor d'aquest ral·li ha estat l'estonià Ott Tänak, que ha guanyat tant l'edició de 2019 com la de 2023, la primera amb Toyota i la segona amb un Ford de l'equip M-Sport.

## Palmarès
| Any  | Pilot           | Copilot         | Vehicle                | Ref.  |
| ---- | --------------- | --------------- | ---------------------- | ----- |
| 2019 | Ott Tänak       | Martin Järveoja | Toyota Yaris WRC       | [ 5 ] |
| 2023 | Ott Tänak       | Martin Järveoja | Ford Puma Rally1       | [ 6 ] |
| 2024 | Kalle Rovanperä | Jonne Halttunen | Toyota GR Yaris Rally1 | [ 7 ] |